# ناوشکن تجو

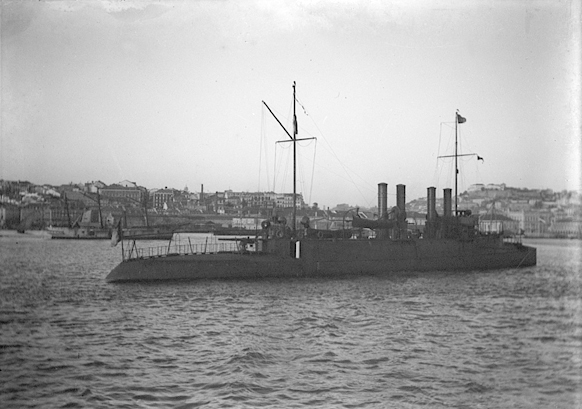
ناوشکن تجو

ناوشکن تجو (به انگلیسی: Portuguese destroyer Tejo) یک کشتی بود که طول آن 70 m بود. این کشتی در سال ۱۹۰۱ ساخته شد.